# 見高神社
見高神社（みたかじんじゃ）は、静岡県賀茂郡河津町見高（みだか）にある神社。

## 概要
河津町東端の見高（みだか）地区、その南部沿岸、今井浜海岸駅・国道135号至近の今井浜海岸の東隣り、下河津漁港や見高浜を臨む東方の山中、旧河津町立東小学校の南西に隣接する形で鎮座している。
創建は天平5年（733年）と伝承され、式内社である多祁伊志豆岐命神社（たけいしつきのみこと）の論社にもなっている。
牛に乗った耳高大明神（みみたかだいみょうじん）の創建伝説に基づいて、10月22日-23日の例大祭では、「舌べら餅」をお供えする風習の他、当地出身の歌舞伎役者・4代目市川小團次とその養子・初代市川左團次が関与する形で形成された、境内の神楽殿で奉納される式三番（三番叟）の伝統があり、河津町の無形民俗文化財に指定されている。

## 祭神
- 耳高大明神（みみたかだいみょうじん）・多祁伊志豆岐命（たけいしつきのみこと）

## 文化財
- 見高(みたか)式三番叟(三番叟) - 町指定無形民俗文化財。